# Finca

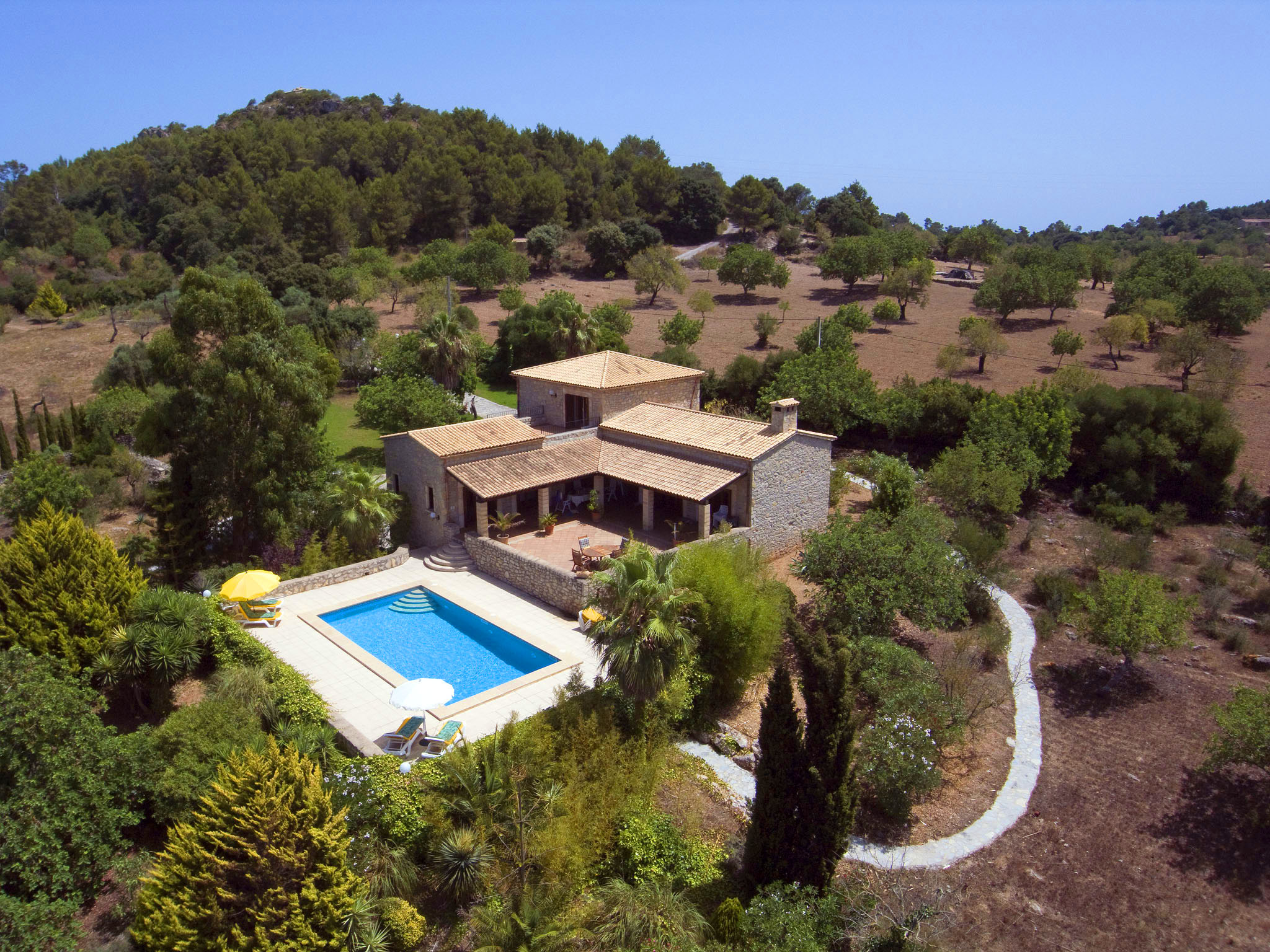

Das Wort Finca bedeutet in der  spanischen Sprache Grundstück. Im spanischen Immobilienrecht gibt es keine Definition des Begriffes Finca. In verschiedenen Gesetzestexten wird es etwa gleichbedeutend mit Liegenschaft verwendet. Je nach Lage des Grundstücks wird zwischen Finca urbana (Grundstück in der Stadt) und Finca rústica (Grundstück auf dem Land) unterschieden. In der Praxis z. B. im Baurecht oder im Steuerrecht werden Fincas rústicas in den einzelnen Autonomen Gemeinschaften unterschiedlich bewertet. Dabei wird unterschieden in Fincas, die der Landwirtschaft vorbehalten sind, auf denen Pferde- oder sonstige Viehzucht betrieben wird, die als Jagdhäuser genutzt werden oder als Ferienwohnung der Erholung (de recreo) dienen.
Im deutschen Sprachgebrauch beschränkt sich der Begriff Finca auf ein Haus auf dem Land, das der Erholung dient (finca rústica de recreo). Der Duden gibt den Begriff  Finca als spanisches Landhaus mit Garten; Landgut in Südamerika an. Die heute in der deutschsprachigen Immobilienwirtschaft als Finca bezeichneten Gebäude sind üblicherweise abgeschieden in ländlicher Umgebung stehende, ehemals landwirtschaftlich genutzte, alte Bauernhöfe und Landgüter oder in lokalem historischem Stil errichtete Neubauten.
In portugiesisch- sowie teilweise in spanischsprachigen Ländern werden ländliche Anwesen auch als Quinta bezeichnet.